# Grays Harbor County
Grays Harbor County je okres ve státě Washington ve Spojených státech amerických. K roku 2010 zde žilo 72 797 obyvatel. Správním městem okresu je Montesano. Celková rozloha okresu činí 5 760 km².